# صبحي شعيب
صبحي شعيب فنان تشكيلي سوري ورائد الفن التشكيلي في سوريا.

## حياته
ولد في مدينة دمشق عام 1909، ثم انتقل للإقامة في مدينة حمص عام 1933.

## سيرته المهنية
- تخرج من دار المعلمين بدمشق عام 1929.
- تتلمذ وتأثر بالفنان الفرنسي ميشليه، والإنكليزي يونغ، وعمل معهما في رسم الأشخاص والطبيعة.
- تم تكليفه بتدريس مادة الفنون في ثانويات حمص عام 1936.
- أسس مركز الفنون التشكيلية في حمص عام 1962، الذي أصبح لاحقا باسم مركز صبحي شعيب.
- تقاعد من عمله كمدرس في عام 1967.
- اختير عضوا في المجلس الأعلى للآداب والفنون عام [2] 1974

## أعماله
- معرض بيروت بالاشتراك مع 80 فناناً من سورية ولبنان 1940
- معرض في ثانوية جودة الهاشمي عامي 1945 -1946
- المعرض الأول للدولة في المتحف الوطني بدمشق حيث نال الجائزة الأولى عام 1950
- معرض في مهرجان الشبيبة ببرلين عامي 1951- 1955
- معرض الشبيبة في وارسو 1966
- معرض متجول في مدن الاتحاد السوفييتي ( سابقاً ) .[3]

### أشهر لوحاته
- خطأ في التوزيع، العودة إلى القرية، الخميس في حماة، نواعير حماة، منظر في الميماس، بنت الآغا، جوكندة صبحي شعيب، الزنبقات الحمر، بدر التمام، الينبوع، لاعبو النرد في حماة.[4]

## وفاته
أصيب بمرض السرطان عام 1969 وتوفي عام 1974 في الولايات المتحدة الأميركية.